# Luxembourg Cup 1993/1994
Luxembourg Cup 1993/1994 – pierwsza edycja Luxembourg Cup. Udział w rozgrywkach wzięły cztery drużyny z trzech krajów: Tornado Luxembourg, IHC Beaufort (Luksemburg), EHC Trier 1b (Niemcy) i IHC Maastricht (Holandia). Zwyciężył luksemburski zespół Tornado Luxembourg zdobywając dwanaście punktów. Druga była drużyna EHC Trier 1b z Niemiec, trzeci IHC Beaufort z Luksemburga, a czwarty Holenderski IHC Maastricht.
| Lp. | Drużyna            | M | Z | R | P | Bramki | +/− | Pkt |
| --- | ------------------ | - | - | - | - | ------ | --- | --- |
| 1.  | Tornado Luxembourg | 6 | 6 | 0 | 0 | 81:18  | +63 | 12  |
| 2.  | EHC Trier 1b       | 6 | 3 | 0 | 3 | 32:51  | −19 | 6   |
| 3.  | IHC Beaufort       | 6 | 2 | 0 | 4 | 23:51  | −28 | 4   |
| 4.  | IHC Maastricht     | 6 | 1 | 0 | 5 | 18:34  | −16 | 2   |